# Ficus schultesii
Ficus schultesii är en mullbärsväxtart som beskrevs av Armando Dugand. Ficus schultesii ingår i släktet fikonsläktet, och familjen mullbärsväxter. Inga underarter finns listade i Catalogue of Life.